# Ignorantia iuris nocet
Ignorantia iuris nocet (łac. nieznajomość prawa szkodzi) – paremia prawnicza wyrażająca jedną z podstawowych zasad prawa, wywodząca się z prawa rzymskiego, pokrewna do Ignorantia legis non excusat.
Zgodnie z nią nie można zasłaniać się nieznajomością normy prawnej. W praktyce wyraża się ona tym, że nikt nie może argumentować, iż zachował się niezgodnie z normą dlatego, że nie wiedział o jej istnieniu. Dla poprawnego stosowania tej zasady konieczne jest, aby wszystkie akty prawne były publikowane w sposób umożliwiający każdemu zapoznanie się z nimi (w Polsce jest to realizowane poprzez obowiązek publikacji powszechnie obowiązujących źródeł prawa w Dzienniku Ustaw, a pozostałych aktów w Monitorze Polskim).
Uzupełnieniem tej zasady jest Ignorantia facti non nocet. Oba zdania następują po sobie w Digesta Iustiniani (D.22.6.9 pr.). W tej właśnie formie zostały umieszczone na jednym z filarów gmachu polskiego Sądu Najwyższego. 

## Brak obowiązku znajomości prawa
Z zasady ignorantia iuris nocet nie wynika obowiązek znajomości prawa. Wniosek, że istnieje jakiś dotyczący wszystkich ludzi podlegających danemu porządkowi prawnemu i rozciągający się na wszystkie wchodzące w jego skład normy, obowiązek znajomości norm, równałoby się stwierdzeniu, że istnieje obowiązek niemożliwy do wykonania. Według Lona Fullera szaleństwem byłoby takie edukowanie każdego obywatela, by w pełni znał on i rozumiał wszystkie przepisy, które mogą być wobec niego stosowane. W wielu dziedzinach działalności ludzie przestrzegają prawa nie dlatego, że poznają je bezpośrednio, lecz dlatego, że idą za przykładem innych, o których wiedzą, iż są lepiej od nich samych poinformowani. W ten sposób znajomość prawa przez nielicznych wpływa często w sposób pośredni na działania wielu. Przedstawiciele Law & Economics zwracają uwagę na zachodzącą między prawnikiem i jego klientem asymetrię informacji: prawnik wie znacznie więcej na temat przepisów prawa niż jego klient, który z reguły jednak wie dużo więcej o okolicznościach sprawy niż prawnik. Dla przestrzegania (nienaruszania) prawa nie jest konieczna świadomość obowiązywania poszczególnych przepisów, a znajomość prawa nie gwarantuje jego przestrzegania.
Nawiązaniem do zasady ignorantia iuris nocet jest tzw. fikcja powszechnej znajomości prawa, uznawana za zasadę całego systemu prawa. Istotą zasady ignorantia iuris nocet jest wyłączenie możliwości uchylenia się od niezamierzonych skutków prawnych będących rezultatem pozostawania w tzw. błędzie co do prawa. Fikcja powszechnej znajomości prawa sprawia, że wyjątkiem jest możliwość powołania się na błąd co do prawa i uchylenie się od skutków prawnych powstających w następstwie działań opartych na błędzie. Charakter fikcji powszechnej znajomości prawa jest sporny. Przyjmuje się, że nie chodzi tu o fikcję prawną o charakterze ustawowym, lecz dogmatycznym (teoretycznym). Innym razem wskazuje się, że fikcja powszechnej znajomości prawa nie jest fikcją prawną, lecz domniemaniem prawnym czy też regułą niemożliwą do spełnienia bądź też założeniem teoretycznym, które przybiera postać zasady, która może być również traktowana jako wypowiedź oceniająca. 
Zasada ignorantia iuris nocet nie nakłada na adresatów prawa obowiązku jego znajomości, lecz rodzi jedynie skutki, ponieważ odpowiedzialności prawnej nie uchyla nieznajomość norm prawa i nie można się powoływać na nieznajomość prawa w ochronie przed odpowiedzialnością za naruszenie norm prawnych. Na podstawie fikcji powszechnej znajomości prawa przyjmuje się, że akt normatywny należycie ogłoszony jest powszechnie znany adresatom zawartych w nim norm. Przyjęcie fikcji powszechnej znajomości przepisów prawnych zamieszczonych w należycie ogłoszonych i obowiązujących aktach prawnych jest konieczne ze względu na pewność i bezpieczeństwo obrotu prawnego. Dlatego jeśli nawet przyjąć, że powszechna znajomość prawa jest fikcją, to jednak zakłada się, że jest ona w dalszym ciągu fikcją potrzebną, gdyż bez niej nie można byłoby oczekiwać od adresatów stosowania się do dyspozycji norm prawnych, nawet przy faktycznym braku wiedzy o ich treści.